# Badia del Vallès
Badia del Vallès är en kommun i Spanien.   Den ligger i provinsen Província de Barcelona och regionen Katalonien, i den östra delen av landet, 500 km öster om huvudstaden Madrid. Antalet invånare är 13 563. Arean är 0,93 kvadratkilometer. Badia del Vallès gränsar till Barberà del Vallès, Sabadell och Cerdanyola del Vallès. 
Terrängen i Badia del Vallès är platt.